# Robert Deveen

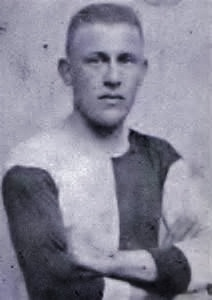
Robert Deveen

Robert Deveen, officieel Louis Robert Deveen, (Brugge, 25 maart 1886 – Brugge, 8 december 1939) was een Belgisch voetballer in het begin van de 20ste eeuw. Hij speelde als aanvaller.

## Biografie
Deveen werd geboren in Brugge, als zoon van Victor Deveen en Mathilde Vanderlinden, die uit Hoeilaart afkomstig waren. Zijn vader werkte als leraar.
Als speler van FC Brugeois werd Deveen tweemaal topschutter, in 1904-05 en 1905-06. In dat laatste seizoen scoorde hij 26 doelpunten. Van 1902 tot 1914 speelde hij 172 wedstrijden en scoorde hij 135 doelpunten.
Tussen 1906 en 1913 scoorde hij 26 doelpunten in 23 wedstrijden voor de nationale ploeg. Zijn internationaal debuut was op  22 april 1906 in Parijs, tegen Frankrijk. Op 30 april 1911 maakte hij vijf doelpunten, opnieuw tegen Frankrijk, dit keer in Brussel. De wedstrijd eindigde op 7-1. Na zijn carrière werd Deveen trainer, onder meer van Racing Doornik, Olympique Lillois, RC Lens, AS Nancy, Club Brugge en VG Oostende.
Zijn twee zonen Bob en Florimond zijn beginnen te voetballen in de jeugd bij RC Doornik toen hij er trainer was, en de periode dat hij bij Olympique Lillois was speelden ze in Frankrijk bij CS Blénod-lès-Pont-a-Mousson in 1936-1938 alvorens bij FC Brugeois terecht te komen.

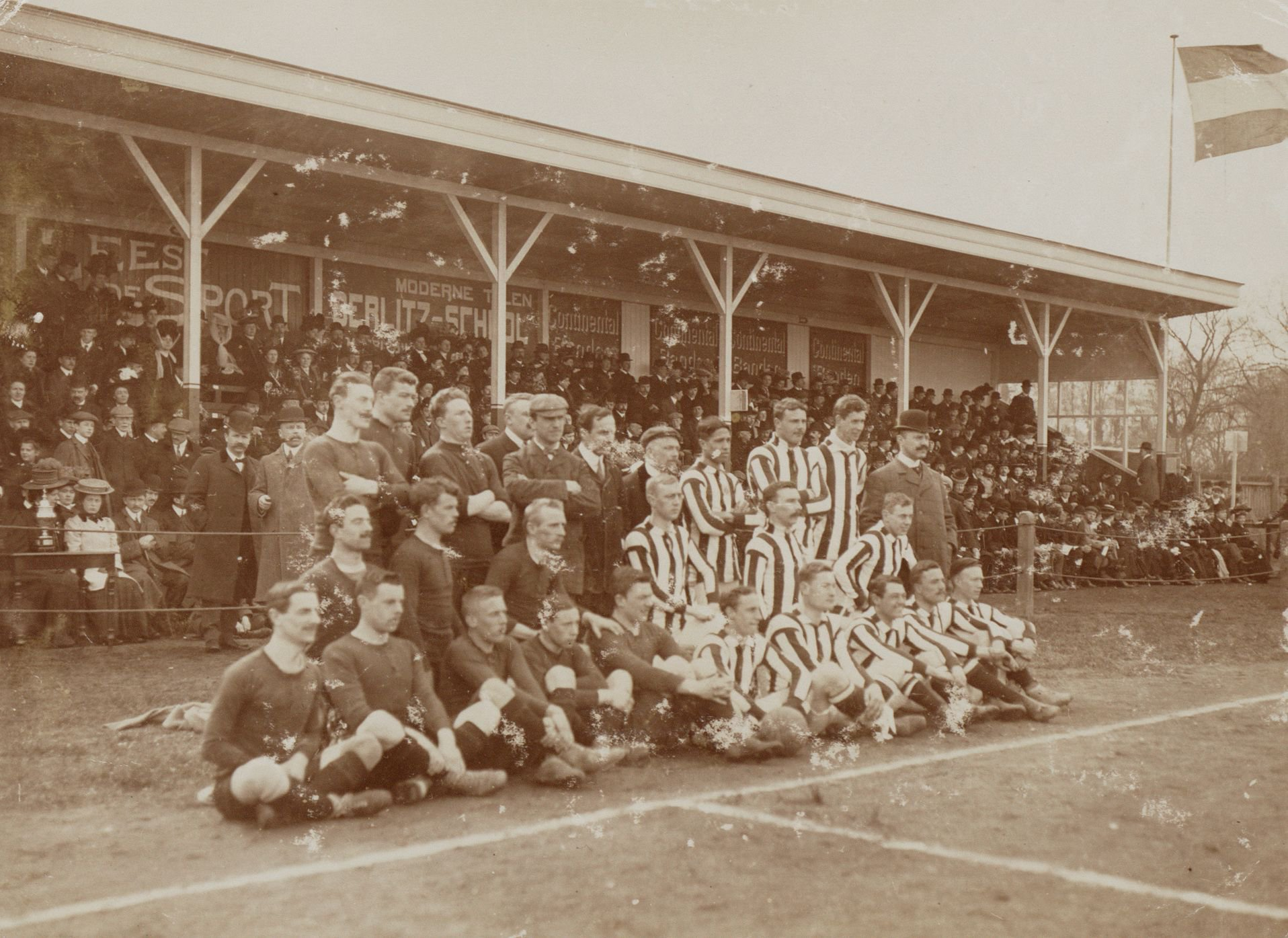
Deveen in het Belgisch voetbalelftal (1908)